# Ipola
Ipola (słow. Ipeľ, węg. Ipoly, niem. Eipel) – rzeka w środkowej Słowacji, lewy dopływ Dunaju. W środkowym i dolnym biegu stanowi obecną granicę słowacko-węgierską. Długość – 232,5 km, powierzchnia zlewni – 5151 km², w tym na Słowacji 3649 km², średni roczny przepływ mierzony u ujścia – 21 m³/s.
Rzeka ma źródła na wysokości ok. 1030 m n.p.m. na południowych stokach masywu Čierťiaža w Rudawach Weporskich (źródło zagospodarowane, wiata z ławkami), skąd płynie na południe. Jeszcze w źródłowym odcinku zasila zbiornik wodny Málinec powyżej miejscowości o tej samej nazwie. Następnie zatacza łuk na wschód i w jego miejscu najbardziej wysuniętym na wschód przepływa przez miasto Poltár. Potem płynie na południe i koło miasta Kalinovo wkracza na teren Kotliny Południowosłowackiej. Następnie zmienia kierunek na południowo-zachodni, okrąża od wschodu miasto Łuczeniec i przyjmuje przepływający przez nie lewy dopływ Krivaň. Na tym odcinku dolina rzeki jest podmokła. Następnie łagodnie zmienia kierunek na południowy, potem, koło wsi Kováčovce, na zachodni. Przyjmuje liczne drobne dopływy z północy – z Pogórza Krupińskiego (Stara Rieka, Krtiš, Krupinica, Štiavnica) oraz z południa – ze wzgórz Cserhát i Börzsöny (Fekete-patak, Lokos-patak). Rozdziela miasto Balassagyarmat na część węgierską i słowacką (Slovenské Ďarmoty). Następnie mija od południa pozostawiając po stronie słowackiej miasto Šahy i łagodnym łukiem skręca na południe, przed barierą Wzgórz Ipelskich. Przed samym ujściem skręca na południowy wschód i uchodzi do Dunaju między słowacką wsią Chľaba a węgierskim miastem Szob, równolegle do ujścia Hronu, znajdującego się około 20 km na zachód.
Od wysokości wsi Veľká nad Ipľom do samego ujścia (140 km), z wyjątkiem krótkiego odcinka między miastem Šahy a wsią Kubáňovo, rzeką biegnie granica słowacko-węgierska.
W latach 70. XX wieku po stronie słowackiej przeprowadzono regulację biegu rzeki.